# Edin Ademović
Edin Ademović (in serbo Един Адемовић?; Belgrado, 2 ottobre 1987) è un ex calciatore serbo, di ruolo attaccante.

## Carriera
Ha giocato nella massima serie dei campionati turco, bulgaro, serbo, bosniaco e macedone.

## Palmarès

### Club

#### Competizioni nazionali
- Supercoppa di Macedonia: 1

Vardar: 2013